# Campionati mondiali di canoa/kayak 2014
I Campionati mondiali di canoa/kayak 2014 sono stati la 36ª edizione della manifestazione. Si sono svolti a Mosca, in Russia, dal 6 al 10 agosto 2014.

## Medagliere
| Pos.   | Paese         | Oro | Argento | Bronzo | Totale |
| ------ | ------------- | --- | ------- | ------ | ------ |
| 1      | Ungheria      | 6   | 5       | 6      | 17     |
| 2      | Russia        | 4   | 2       | 2      | 8      |
| 3      | Germania      | 2   | 5       | 1      | 8      |
| 4      | Rep. Ceca     | 2   | 1       | 1      | 4      |
| 5      | Nuova Zelanda | 2   | 1       | 0      | 3      |
| 6      | Danimarca     | 2   | 0       | 1      | 3      |
| 7      | Canada        | 2   | 0       | 0      | 2      |
| 7      | Slovacchia    | 2   | 0       | 0      | 2      |
| 9      | Polonia       | 1   | 2       | 1      | 4      |
| 10     | Serbia        | 1   | 1       | 3      | 5      |
| 11     | Australia     | 1   | 1       | 0      | 2      |
| 11     | Romania       | 1   | 1       | 0      | 2      |
| 11     | Ucraina       | 1   | 1       | 0      | 2      |
| 14     | Brasile       | 1   | 0       | 2      | 3      |
| 14     | Gran Bretagna | 1   | 0       | 2      | 3      |
| 16     | Bielorussia   | 0   | 4       | 4      | 8      |
| 17     | Bulgaria      | 0   | 2       | 0      | 2      |
| 18     | Francia       | 0   | 1       | 2      | 3      |
| 19     | Portogallo    | 0   | 1       | 0      | 1      |
| 19     | Svezia        | 0   | 1       | 0      | 1      |
| 21     | Spagna        | 0   | 0       | 2      | 2      |
| 22     | Cuba          | 0   | 0       | 1      | 1      |
| 22     | Lituania      | 0   | 0       | 1      | 1      |
| 22     | Sudafrica     | 0   | 0       | 1      | 1      |
| Totale | Totale        | 29  | 29      | 30     | 88     |

## Podi

### Uomini
| Evento       | Oro                                                                          | Perform.  | Argento                                                                              | Perform.  | Bronzo                                                         | Perform.  |
| Canoa        |                                                                              |           |                                                                                      |           |                                                                |           |
| C1 - 200 m   | Yuriy Cheban                                                                 | 38"137    | Alexey Korovashkov                                                                   | 38"143    | Jevgenij Shuklin                                               | 38"423    |
| C1 - 500 m   | Isaquias Queiroz                                                             | 1'47"926  | Sebastian Brendel                                                                    | 1'49"433  | Martin Fuksa                                                   | 1'49"726  |
| C1 - 1000 m  | Sebastian Brendel                                                            | 3'44"578  | Martin Fuksa                                                                         | 3'48"180  | Attila Vajda                                                   | 3'49"296  |
| C1 - 5000 m  | Sebastian Brendel                                                            | 23'09"973 | Attila Vajda                                                                         | 23'11"057 | Pavel Petrov                                                   | 23'11"224 |
| C1 - 4X200 m | Russia Andrej Krajtor Alexey Korovashkov Nikolay Lipkin Ivan Štyl'           | 2'43"602  | Ucraina Yuriy Cheban Vitalii Goliuk Oleksandr Maksymchuk Vadym Tsipan                | 2'48"629  | Ungheria Jonatán Hajdú ávid Korisánszky Ádám Lantos Péter Nagy | 2'50"046  |
| C2 - 200 m   | Russia Alexey Korovashkov Ivan Shtyl                                         | 35"350    | Germania Stefan Holtz Robert Nuck                                                    | 35"706    | Brasile Isaquias Queiroz Erlon Silva                           | 36"064    |
| C2 - 500 m   | Russia Alexey Korovashkov Ivan Štyl'                                         | 1'35"829  | Romania Alexandru Dumitrescu Victor Mihalachi                                        | 1'28"318  | Cuba Rolexis Baez Serguey Torres                               | 1'39"385  |
| C2 - 1000 m  | Romania Alexandru Dumitrescu Victor Mihalachi                                | 3'28"340  | Ungheria Henrik Vasbányai Róbert Mike                                                | 3'28"690  | Germania Yul Oeltze Ronald Verch                               | 3'30"442  |
| C4 - 1000 m  | Russia Rasul Ishmukhamedov Viktor Melantyev Ilya Pervukhin Kirill Shamshurin | 3'10"701  | Bielorussia Dzmitryj Rabčanka Dzmitryj Vajciškin Dzjanis Haraža Aljaksandr Vaučeckij | 3'13"420  | Ungheria Tamás Kiss Pál Sarudi András Vass Dávid Varga         | 3'13"498  |
| Kayak        |                                                                              |           |                                                                                      |           |                                                                |           |